# Benvenuto Cellini (opera)

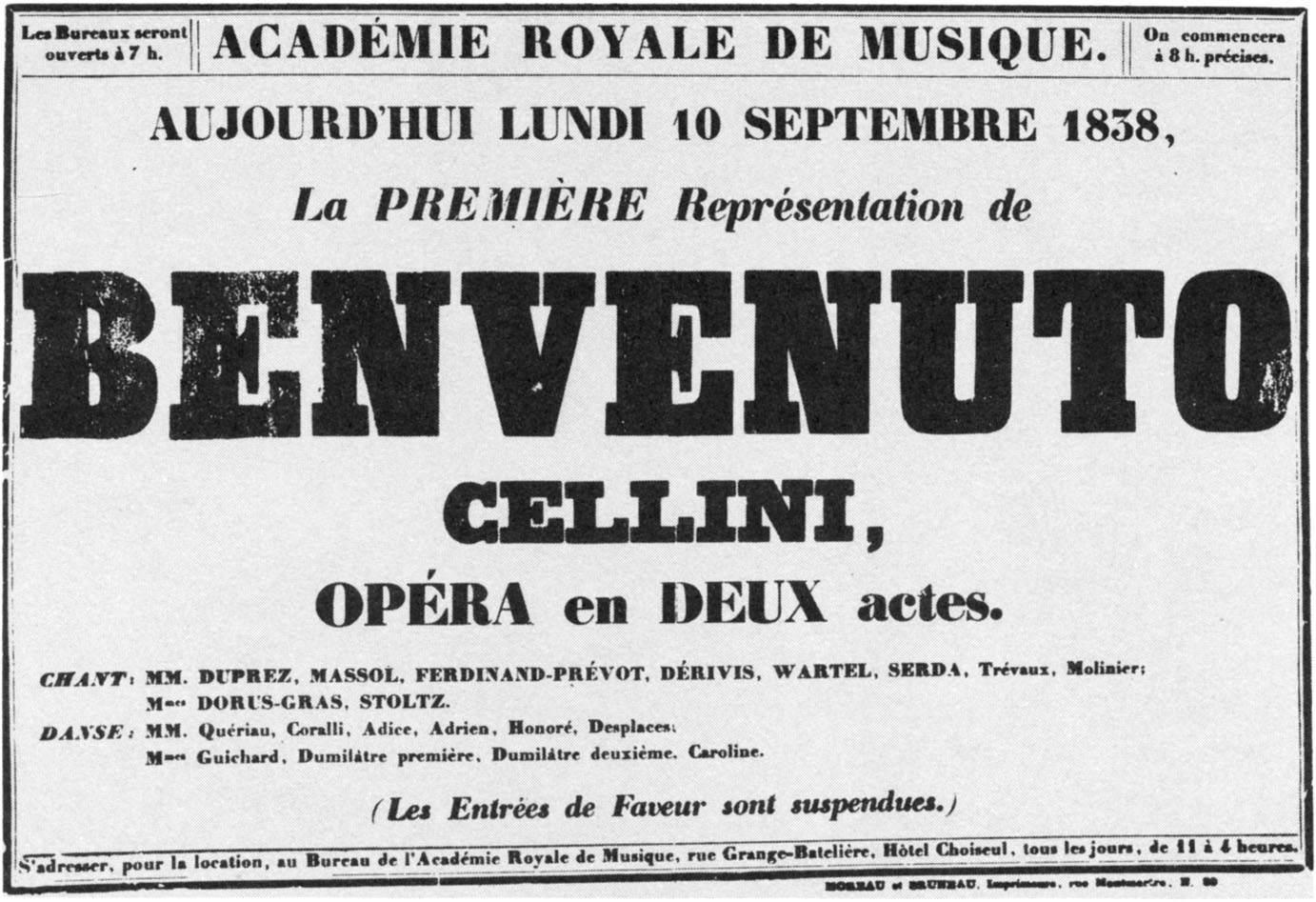
Affisch till urpremiären 1838.

Benvenuto Cellini är en opera semiseria i två akter, opus 23, med musik av Hector Berlioz. Libretto av Léon de Wailly och Auguste Barbier som bygger på Benvenuto Cellinis självbiografi.

## Historia
År 1830 vann Berlioz Rompriset och fick tillfälle att under två år studera musik i Italien. Hemkommen från resan komponerade han Benvenuto Cellini åren 1834-38. Operans första version i två akter hade urpremiär den 10 september 1838 på Grand Opéra i Paris och den andra versionen i tre akter den 20 mars 1852 i Weimar. Benvenuto Cellini var Berlioz första opera och blev ett fiasko. Den fick ett positivt mottagande i Wien och London men blev aldrig ett fast inslag på repertoaren. 
Ouvertyren spelas ofta på konserter liksom konsertouvertyren Romersk karneval som är byggd på teman ur operan.

## Personer
- Benvenuto Cellini, florentinsk guldsmed (tenor)
- Giacomo Balducci, påvlig skattmästare och Teresas fader (bas)
- Teresa, hans dotter (sopran)
- Fieramosca, påvlig bildhuggare (baryton)
- Påve Clemens VII (bas)
- Ascanio, Cellinis lärling (mezzosopran)
- Francesco (tenor)
- Bernardino (bas)
- Pompeo, Fieramoscas vän (baryton)
- En värdshusvärd (tenor)
- Columbine (talroll)

## Handling
Operan utspelar sig i Rom på 1500-talet.

### Akt I

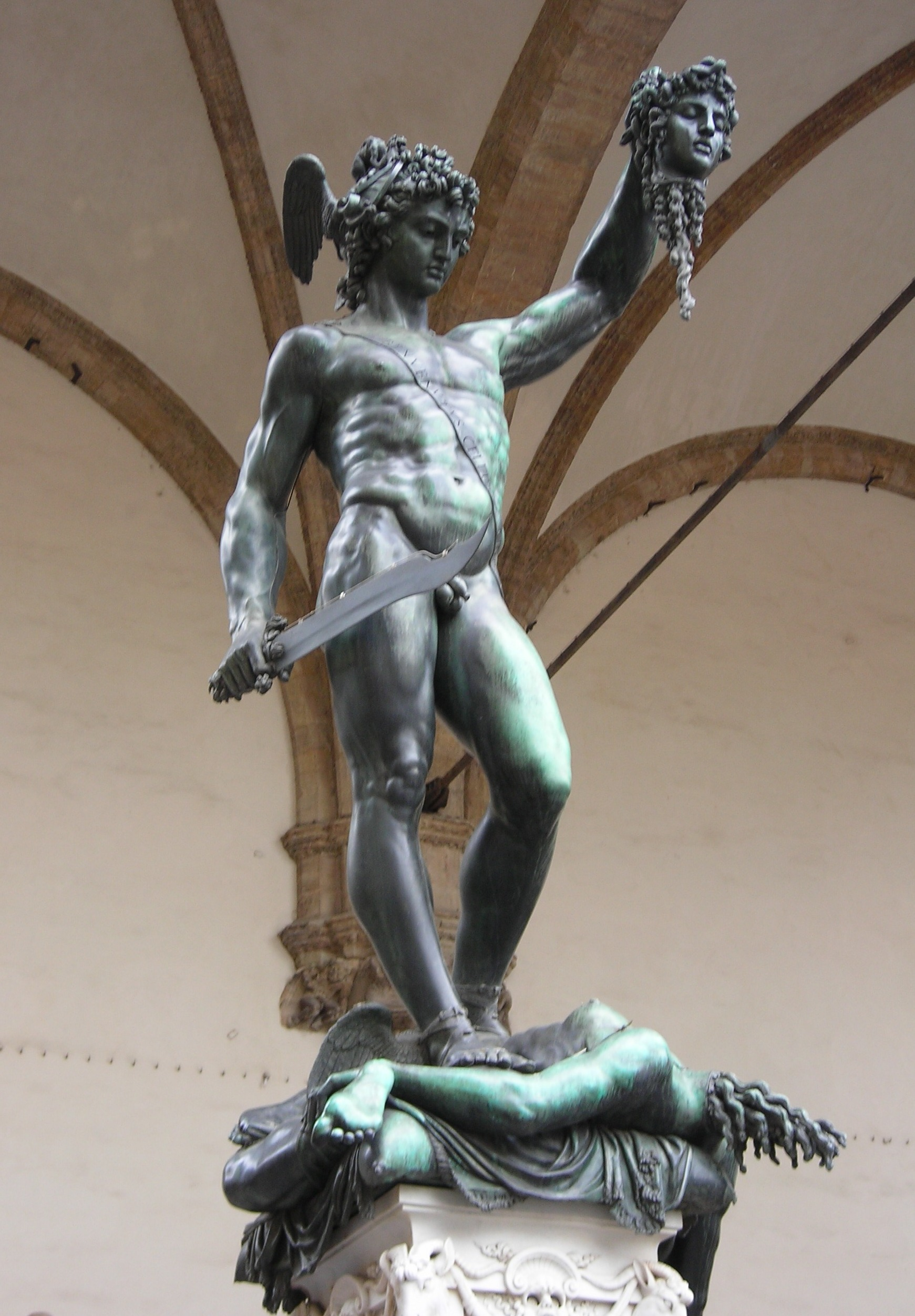
Statyn av Perseus i Florens skapad av Cellini.

Den florentinske guldsmeden Benvenuto Cellini har förälskat sig i den påvlige skattmästaren Balduccis dotter Teresa och planerar att enlevera henne under karnevalen i Rom. Han ämnar komma förklädd i vit munkkåpa och hans lärling Ascanio i brun, men påvens bildhuggare Fieramosca, som är Cellinis rival i både konsten och kärleken, har tjuvlyssnat och känner till deras planer. Då Balducci kommer hem och finner sin dotter uppe trots den sena timmen skyndar hon sig att säga att en främling har smugit sig in i huset. Cellini lyckas försvinna i tid och det är Fieramosca som Balducci finner och kör på porten.

### Akt II
Cellini sjunger om sin kärlek utanför ett värdshus men då värden inte vill ge honom kredit längre betalar han med de pengar Ascanio har med sig till honom från påven, som har beställt en staty av Perseus. Cellini berättar för Ascanio vilken kostym han skall bära under karnevalen så att de kan enlevera Teresa men återigen lyssnar Fieramosca och beslutar leja en lönnmördare för att i stället kunna föra bort henne själv. Under karnevalen ser Balducci och Teresa ett marionettspel där Balducci parodieras, och i den förvirring som uppstår då Balducci börjar ställa till bråk försöker Cellini föra bort Teresa, men från andra sidan kommer två andra munkar. De båda paren anfaller varandra och Cellini stöter dolken i Fieramoscas lönnmördare. I detsamma förkunnar ett kanonskott att karnevalen är slut, och Cellini utnyttjar virrvarret till att smita undan så att den andre vitklädde munken, Fieramosca, arresteras i hans ställe.

### Akt III
Cellini slår följe med en skara andra vitklädda munkar och kommer utan missöden hem till den väntande Teresa. Samtidigt anländer emellertid kardinal Salviati som hör efter om Perseusstatyn är färdig. Han hotar med att låta en annan konstnär fullborda arbetet. I sin vrede börjar Cellini genast gjuta och kastar alla sina andra arbeten i smältdegeln för att få tillräckligt med metall. Experimentet lyckas och statyn av Perseus hänför alla.